# Det lykkelige Arabien
Det lykkelige Arabien er en roman skrevet af den danske forfatter Thorkild Hansen i 1962. Bogen udkom på forlaget Gyldendal. 

## Handling
Bogen handler om ”Den Danske Ekspedition” til Arabien, rejsen blev finansieret af den danske Kong Frederik V. Rejsens mål var Yemen som dengang blev kaldt ”det lykkelige arabien” - deraf bogens titel. 
Afrejsen fra København skete den 7. januar 1761, og rejsen varede i seks år. Men bogen handler også om rejsefællernes indbyrdes stridigheder

## Personer

### Frederik Christian von Haven

#### Baggrund
Han blev født i 1727 som søn af en sognepræst i Vester Skerninge på Sydfyn. I 1745 blev han student i Odense. Efter tre år blev han teologisk kandidat og efter to år magister i sprogvidenskab. Han beskrives som værende passiv, herskesyg, egoist og forhalede rejsen flere gange.

#### Rolle
Han er vred fordi han blev nægtet at være ekspeditionens leder og at være kassemester på rejsen. Han havde regnet med det af den grund at han var dansker og det var den danske konge som finansierede ekspeditionen. Det blev besluttet at alle deltagerne skulle være ligestillede og endnu værre var det for ham at det var den tyske bondesøn, Niebuhr der fik ansvaret for pengekassen. Det var et hårdt slag for ham. 
Skibet havde næsten ikke engang forladt Helsingør før han klagede sin nød til Bernstorff og forlangte at rejse over land fordi han var overbevist om at ville dø inden de kom ud på havet. Han fik lov til at rejse over land for så at møde de andre i Marseilles. Ved dette tabte han ansigt og anseelse hos de andre og det ville han have hævn for. 
I Konstantinopel købte han arsenik for at ombringe de andre og i særdeleshed hans nye ærkefjende Professor Forsskål. 
Hans hovedopgave på rejsen var at afskrive og købe gamle arabiske skrifter, men imidlertid fik han ikke udrettet så meget. En anden opgave som var blevet ham pålagt var at tage hen til Sinai for at se på nogle gamle skrifter der var indgraveret i bjerget. 
Hans skabte mange problemer for sine rejsefæller og han dør den 26. maj 1763 i byen Mokka, Yemen. 

### Carsten Niebuhr

#### Baggrund
Fysiker og matematiker, født 17. marts 1733 i det landområde som hedder Hadeln, ikke langt fra det nuværende område som hedder ”Koks Haven”, hvor der er mange moser og søer. Han voksede op i et bondemiljø. Da hans far døde stoppede hans skolegang også pga. fattigdom. Han blev uddannet landmåler da han blev myndig og dermed fik råderet over sin arv. I 1757 blev han optaget på universitetet i Göttingen. Da han blev udnævnt til at deltage i ”Den Danske Ekspedition” fik han titlen "Ingenieur Liutenant" og lærte arabisk hos professor Johann David Michaelis og astronomi hos professor Tobias Mayer.

#### Rolle
Det var som udgangspunkt Carsten Niebuhrs hovedopgave at være ekspeditionens landmåler. Der fandtes ikke kort over de områder, man skulle igennem på rejsen, og ved hjælp af det af Professor Meyer udviklede "astrolabium" kunne kan ud fra månens placering i forhold til fixstjerner bestemme længdegrader og ved hjælp af solhøjde bestemme breddegrad. Bernstorff havde bemærket Niebuhrs lidet krævende natur og mådehold i økonomiske excesser. Dette var i skarp kontrast til Von Havens ødselhed, så Niebuhr blev udnævnt til at være ekspeditionens kassemester – en beslutning, der vakte Von Havens harme. Niebuhr blev tilbudt at få titlen ”professor” ligesom Von Haven, men det afstod han fordi han ikke mente at han havde den fornødne uddannelse til den titel. Bernstorff tilbød da Niebuhr kaptajnsrang, men ej heller denne titel mente Niebuhr at kunne leve op til. Således endte han med titlen "Ingenieur Lieutenant". 
Han hjalp sine rejsefæller med deres opgaver, når han blev spurgt, men gradvist overtog han flere og flere af ekspeditionens opgaver – dels på grund af Von Havens indolente karakter, dels som følge af talent, energi og nysgerrighed.
I Bombay døde hans sidste rejsefælle, men i stedet for at komme med et engelsk skib til Europa valgte han at tage den planlagte rute tilbage.
Allerede inden rejseselskabet kom af sted var der store uenigheder mellem Professor Von Haven og Professor Forsskål – de havde begge et voldsomt temperament og tillige meget stædige. Carsten Niebuhr navigerede imellem dem, men da det blev opdaget at Von Haven havde købt arsenik i Konstantinopel skrev han under på et brev til Bernstorff sammen med Forsskål og Baurenfeind. Herefter lagde han ikke skjul på at han ville skyde Von Haven, hvis denne ville dræbe selskabet. 
Ved hjemkomsten til København forfremmedes Niebuhr til Kaptajn og gik ihærdigt i gang med at udgive ekspeditionens resultater på bogform. Dette arbejde tog en halv snes år og skete i en vis udstrækning for egne midler. Derpå søgte han stillingen som landsskriver på sin hjemegn i Ditmarsken, hvor han døde fredeligt den 26. april 1815 i en alder af 82 år.

### Peter Forsskål

#### Baggrund
Peter Forsskål blev født i 1732 i Helsingfors. Som 10-årige blev han optaget på universitet i Uppsala. Efter tre år var han god til hebræisk. Hans far overtog lærertjansen fra 1744-1750. Her lærte han latin, græsk, filosofi og teologi. 
Han fik et stipendium til universitet i Uppsala og endnu to år ved et udenlandsk universitet. Han studerer botanik. Han følger Carl von Linnés forelæsninger i Uppsala. 
Han var dygtig og stærk, og han forsvarede sine meninger til det yderste. Derfor fik han store problemer med sine doktorafhandlinger, som handlede om ytringsfrihed.

#### Rolle
Hans hovedopgave på rejsen var at udforske og bestemme planter, dyreliv og andre organismer. Da han første gang hilste på Niebuhr var han nedladende og kortfattet. 

### Christian Carl Kramer

#### Baggrund
Han blev født i 1732 i København. Som 21-årig blev han student. Han begyndte at læse medicin og syv år efter blev han færdig. 
Han blev ansat til at være professor Forsskåls assistent, men endte med at bruge sin lægegerning mere.

#### Rolle
Han udførte et beskedent arbejde, som i det hele taget ikke vækker meget opsigt eller store betydning. Han var den sidste af rejsefællerne udover Carsten Niebuhr der dør. Han døde den 10. februar 1764 i Bombay.

### Georg Wilhelm Baurenfeind

#### Baggrund
Han blev født i 1728 i Nürnberg. Han blev kaldt til Danmark for at udføre noget kobberstiksarbejde. Han fik Akademiets lille guldmedalje og fem år senere fik han den store. Udover at lave kobberstik var han også maler, derfor var han en dygtig tegner.
Han var samvittighedsfuld, fredsommelig og havde en godmodig sjæl.

#### Rolle
Han tegnede mange af sine rejsefællers forskellige opgaver, men malede også en del motiver selv. Han blandede sig ikke direkte i stridighederne mellem de andre, men han underskrev dog brevet til Bernstorff sammen med Professor Forsskål og Niebuhr. 
Han døde den 29. August 1763 på overrejsen mellem Mokka og Bombay.

## Miljø

### Fysiske
Rejsefællerne oplever mange forskellige slags miljøer. De er væk i mange år og oplever forskellige lande. De sejler, rider på kameler, heste og æsler. De udsættes for al slags vejr og forskellige landskaber. 
Det lykkedes kun Carsten Niebuhr at komme levende tilbage til Danmark på trods af tabet af alle sine rejsefæller og diverse andre problemer. Så som borgerkrigen i Iran, jordskælv i Tyrkiet, pest i Bukarest og landevejsrøvere ved Moldau. 

### Psykiske
Rejsen fik en uheldig start, da der allerede herskede stor uenighed mellem rejsefællerne inden de overhovedet havde forladt Danmark. Gruppens to største egoer, Von Haven og Forsskål, var konstant uenige, mens de andre var lidt mere afventende. Men da det kom dem alle for øre, via Kramer, at Von Haven købte arsenik – enten for at ombringe nogen eller måske blot som en trussel – stod Baurenfeind, Forsskål og Niebuhr sammen imod ham og forsøgte ved ihærdig brevveksling med Bernstorff og den danske gesandt i Konstantinopel at få Von Haven skilt fra den øvrige ekspedition. Denne adskillelse fik de ikke tilladelse til.

## Samfund
For hvert land de passerer på deres rejse oplever de forskellige samfund. Indbyggerne i landene har andre og meget anderledes skikke, traditioner, klædedragter, kultur, religion og sprog end rejsefællernes.